# New York Field Club
New York Field Club foi um clube de futebol norte-americano com sede em Nova York, Nova York. Entre 1921 e 1932, disputou a American Soccer League.

## História
Fundado em 1916 como o New York Football Club, o time era originalmente membro da National Association Football League semi-profissional. Em 1921, o nome do time mudou para New York Soccer Club, uma vez que se tornou um membro inaugural da American Soccer League profissional em 1921. O clube ganhou a Southern New York State Football Association (uma copa de desafio) em 1922.

## Estatísticas

### Participações
|  | Participações em 2020 |

| Competição     | Competição             | Temporadas | Melhor campanha        | Estreia | Última    | P | R |
| Estados Unidos | American Soccer League | 4          | Vice-campeão (1921/22) | 1921/22 | Fall 1932 |   | – |